# Dalia Grybauskaitė
Dalia Grybauskaitė (daˈljɛ griːbausˈkaiteː) (Vilnius, 1º marzo 1956) è una politica lituana, dal 2009 al 2019 Presidente della Lituania. È stata Vice Ministro lituano degli Affari Esteri, Ministro delle Finanze, e Commissario europeo per la Programmazione Finanziaria ed il Bilancio. Spesso definita Lady di ferro, la Grybauskaitė è la prima Capo di Stato donna della Lituania.

## Biografia
Dalia Grybauskaitė nacque in una famiglia operaia a Vilnius. La madre, Vitalija Korsakaitė (1922-1989), nacque nella regione di Biržai e lavorò come rappresentante; il padre, Polikarpas Grybauskas (1928-2008) lavorava come elettricista e autista. Dalia frequentò la Scuola Superiore Salomėja Nėris; non era tra i migliori studenti, ma nel sistema di voti dove il quinto livello era il massimo, era classificata spesso al quarto livello. Le materie preferite erano storia, geografia e fisica.
Iniziò a fare sport all'età di undici anni, e divenne un'appassionata di basket. All'età di diciannove anni, lavorò per un anno per la Filarmonica Nazionale Lituana, come ispettore dello staff; si immatricolò poi all'Università Statale di San Pietroburgo, allora conosciuta come Università Ždanov come studentessa di economia politica. Allo stesso tempo, iniziò a lavorare in una fabbrica locale. Nel 1983, Dalia Grybauskaitė si laureò con lode e tornò a Vilnius, iniziando a lavorare come segretaria all'Accademia delle Scienze. Dato che il lavoro era scarso, si spostò alla Scuola Superiore di Vilnius, dove tenne lezioni di economia politica e finanza globale. Nel 1988 presentò la tesi per il dottorato di ricerca all'Accademia di Mosca.
Nel 1990, subito dopo che la Lituania tornò indipendente dall'Unione Sovietica, Dalia Grybauskaitė continuò i suoi studi alla Georgetown University di Washington.
Dal 1991 al 1993 la Grybauskaitė lavorò come direttore del Dipartimento Europeo al Ministero delle Relazioni Economiche Internazionali della Lituania; nel 1993 fu impiegata al Ministero degli Esteri come direttore del Dipartimento di Relazioni Economiche, e rappresentò la Lituania al momento dell'ingresso nell'accordo di Libero Commercio dell'Unione europea. Dalia Grybauskaitė presiedette il Comitato di Coordinazione degli Aiuti (PHARE) e il Gruppo dei 24. 
Poco dopo, fu nominata inviato straordinario e ministro plenipotenziario nella Missione lituana verso l'UE. Operò come vice capo negoziatore per l'accordo europeo e come rappresentante della Coordinazione degli Aiuti Nazionali a Bruxelles.
Nel 1996 la Grybauskaitė fu nominata ministro plenipotenziario nell'ambasciata lituana negli Stati Uniti. Mantenne tale posizione fino al 1999, quando fu nominata vice ministro delle Finanze. In quanto tale, condusse i negoziati lituani con la Banca Mondiale e con il Fondo Monetario Internazionale. Nel 2000, divenne vice ministro degli Affari Esteri, continuando a svolgere le funzioni di Ministro delle Finanze nel governo di Algirdas Brazauskas. La Lituania entrò nell'Unione europea il 1º maggio 2004, e la Grybauskaitė fu nominata commissario europeo lo stesso giorno.

## Commissione europea
Dalia Grybauskaitė inizialmente fu commissario europeo per l'Istruzione, la Formazione e la Cultura, affiancando la lussemburghese Viviane Reding; detenne questa posizione fino all'11 novembre 2004, quando fu nominata commissario europeo per la Programmazione Finanziaria ed il Bilancio, all'interno della Commissione diretta da José Manuel Barroso.

Nel novembre 2005 Dalia Grybauskaitė fu nominata "Commissario dell'anno" nell'ambito del sondaggio "Europeo dell'Anno", promosso da Voce Europea. Fu proclamata vincitrice per "gli instancabili sforzi per l'espansione dell'UE in aree che ne avrebbero migliorato la competitività, come ricerca e sviluppo". Lei commentò:
Come commissario delle Finanze e del Bilancio, ha criticato fortemente il bilancio europeo, affermando che "non era un bilancio da XXI secolo". La maggior parte del bilancio UE era speso in programmi di agricoltura; la Grybauskaitė presentò un nuovo progetto nel bilancio del 2008 in cui, per la prima volta nella storia, la parte principale del budget era assegnata alla crescita ed all'occupazione, superando la parte destinata ad agricoltura e risorse naturali. Dalia Grybauskaitė criticò spesso il governo lituano condotto dal Primo ministro Gediminas Kirkilas per la sua mancanza di risposte agli inizi della crisi finanziaria.

## Elezioni presidenziali del 2009
Il 26 febbraio 2009, Dalia Grybauskaitė annunciò ufficialmente la sua candidatura alle elezioni presidenziali. Nel suo discorso, disse:
Posso e voglio contribuire con la mia esperienza e conoscenza per scacciare le ombre dalla moralità, dalla politica e dall'economia per creare una Lituania governata dai cittadini, uno stato dei cittadini. Pertanto, concorrerò per la presidenza lituana.»
I sondaggi svolti nel febbraio 2009 indicavano che la Grybauskaitė era in nettissimo vantaggio nella corsa. Concorse come indipendente, anche se era sostenuta dall'Unione della Patria, come anche da Sąjūdis.
La sua campagna elettorale fu focalizzata su problemi interni. Dopo anni di grande crescita economica, la Lituania stava affrontando una profonda recessione, con un tasso a due cifre. Il tasso di disoccupazione raggiunse il 15,5% a marzo, e a gennaio le proteste nelle strade contro il governo divennero violente. Durante la campagna, Dalia Grybauskaitė sottolineò la necessità di combattere i problemi finanziari proteggendo le persone con i redditi più bassi, semplificando la burocrazia lituana, e rivedendo il programma di investimenti del governo. Promise anche un approccio più calibrato alla politica estera, che è il principale ruolo costituzionale della presidenza lituana.
Le elezioni si tennero il 17 maggio 2009 e Dalia Grybauskaitė vinse facilmente con il 68,18% dei voti. L'affluenza del 51,6% fu poco al di sopra della soglia necessaria per evitare un secondo turno di ballottaggio. Vincendo le elezioni, la Grybauskaitė divenne non solo il primo presidente donna della Lituania, ma ottenne anche il migliore risultato mai conseguito in un'elezione presidenziale.
Gli analisti politici attribuirono la facile vittoria alla competenza finanziaria della Grybauskaitė e alla sua abilità nell'evitare gli scandali. La stampa internazionale la apostrofò come "Lady di ferro lituana", per i suoi discorsi e per essere cintura nera di karate. La Grybauskaitė, che parla lituano, inglese, russo, francese e polacco, ha menzionato Margaret Thatcher e Mahatma Gandhi come suoi modelli politici.
Dalia Grybauskaitė ha assunto la carica presidenziale il 12 luglio 2009; ad una conferenza del 18 maggio ha annunciato che stava considerando se sostituire cinque membri del governo, che l'euro avrebbe dovuto essere adottato durante il suo primo mandato, e che rinuncerà a metà del suo stipendio presidenziale (312.000 litas).
Dal 1º luglio 2013 fino al termine dell'anno è stata presidente di turno della Presidenza del Consiglio dell'Unione europea.